# 鏡石町

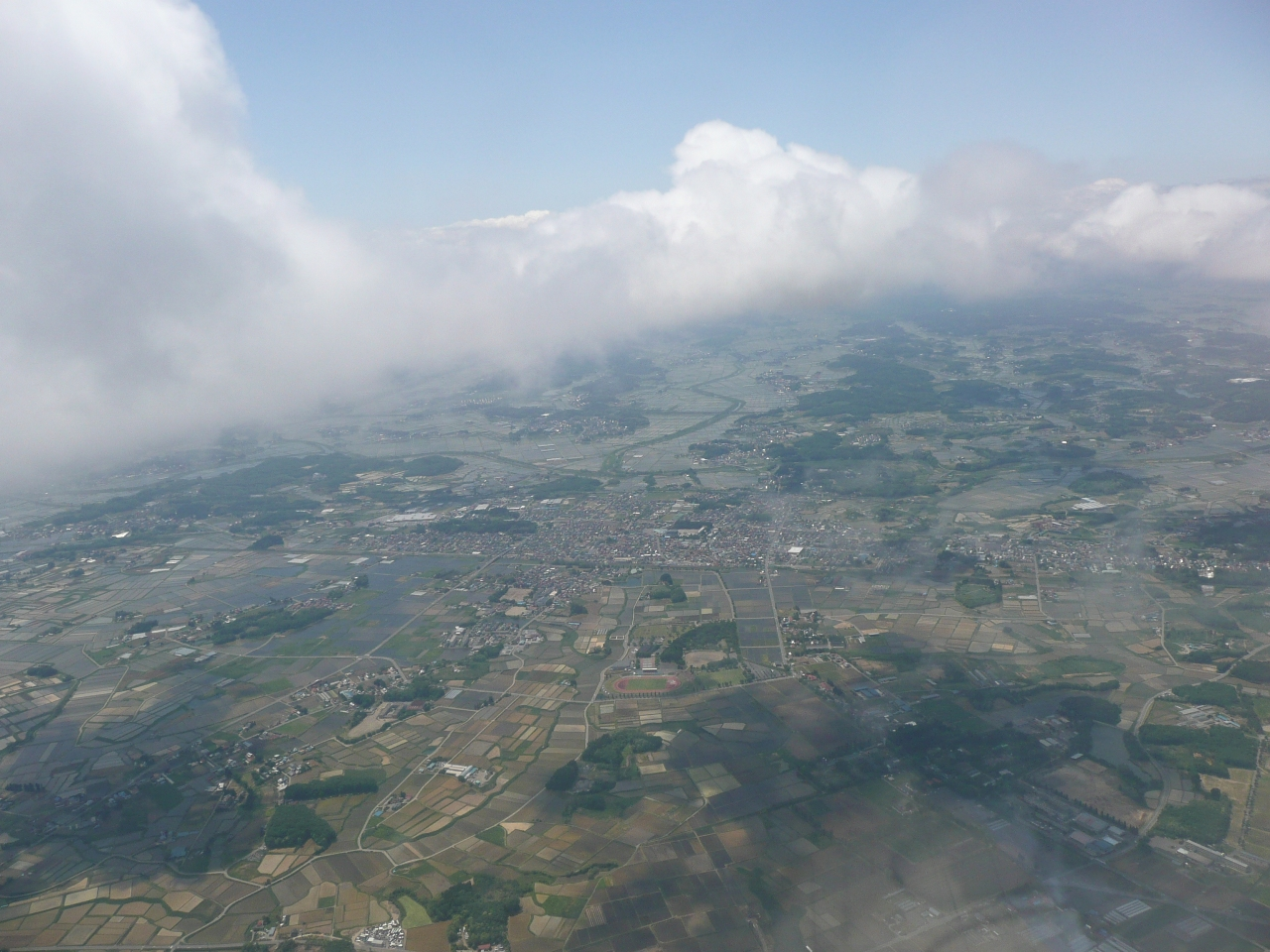
鏡石町鳥瞰写真

鏡石町（かがみいしまち）は、福島県中通りに位置し、岩瀬郡に属する町。

## 地理
福島県の中通り南部に位置し、西に釈迦堂川、東に阿武隈川が流れ、標高280ｍ台の平坦な台地にある。年間平均気温は12℃前後で比較的温暖であり、降水量は年間約1,170mmで寡降水量地域に属する。

### 隣接している自治体
- 須賀川市
- 岩瀬郡天栄村
- 西白河郡矢吹町
- 石川郡玉川村

### 東日本大震災
2011年3月に発生した東日本大震災において、鏡石町では震度6強を観測した。 この地震で鏡石町内の家屋の全半壊戸数は1000戸であり、総戸数に対する割合は23％であった。これは、同震災において津波被災のない内陸部の市町村では矢吹町に次ぐ損壊率であった。 
この鏡石町を含め、矢吹町・須賀川市・泉崎村・郡山市にかけて家屋の全半壊率が高かったことについて、郡山湖成層に理由を求める論文が発表された。
また、同時に発生した東京電力福島第一原子力発電所事故に伴う放射性物質の流出と土壌および河川の汚染は鏡石町内の土地にも及んでいる。

## 歴史

### 年表
- 1889年（明治22年）4月1日 - 町村制施行に伴い、鏡田村・久来石村・笠石村・成田村が合併し鏡石村が発足。[5][6]
- 1911年（明治44年）6月25日 - 鏡石駅が開業。
- 1962年（昭和37年）8月1日 - 鏡石村は町制施行し鏡石町になる。
- 1966年（昭和41年） - 玉川村の一部（竜崎の一部）は鏡石町に編入。
- 1973年（昭和48年）11月26日 - 鏡石パーキングエリアが供用開始。
- 2011年（平成23年）3月11日 - 東日本大震災が発生。鏡石町で震度6強を観測。

### 変遷表
| 鏡石町町域の変遷表（※細かい境界の変遷は省略） | 鏡石町町域の変遷表（※細かい境界の変遷は省略） | 鏡石町町域の変遷表（※細かい境界の変遷は省略） | 鏡石町町域の変遷表（※細かい境界の変遷は省略） | 鏡石町町域の変遷表（※細かい境界の変遷は省略） | 鏡石町町域の変遷表（※細かい境界の変遷は省略） | 鏡石町町域の変遷表（※細かい境界の変遷は省略） |
| 1868年 以前                                   | 1868年 以前                                   | 明治元年 - 明治22年                           | 明治22年 4月1日                               | 明治22年 - 昭和64年                           | 平成元年 - 現在                               | 現在                                          |
| --------------------------------------------- | --------------------------------------------- | --------------------------------------------- | --------------------------------------------- | --------------------------------------------- | --------------------------------------------- | --------------------------------------------- |
|                                               | 鏡石村                                        | 明治9年 鏡石村                                | 鏡石村                                        | 昭和37年8月1日 町制                           | 鏡石町                                        | 鏡石町                                        |
|                                               | 高久井村                                      | 明治9年 鏡石村                                | 鏡石村                                        | 昭和37年8月1日 町制                           | 鏡石町                                        | 鏡石町                                        |
|                                               | 仁井田村                                      | 明治9年 鏡石村                                | 鏡石村                                        | 昭和37年8月1日 町制                           | 鏡石町                                        | 鏡石町                                        |
|                                               | 久来石村                                      |                                               | 鏡石村                                        | 昭和37年8月1日 町制                           | 鏡石町                                        | 鏡石町                                        |
|                                               | 笠石新田村                                    | 明治6年 笠石村                                | 鏡石村                                        | 昭和37年8月1日 町制                           | 鏡石町                                        | 鏡石町                                        |
|                                               | 森宿村                                        | 明治6年 笠石村                                | 鏡石村                                        | 昭和37年8月1日 町制                           | 鏡石町                                        | 鏡石町                                        |
|                                               | 細谷村                                        | 明治6年 笠石村                                | 鏡石村                                        | 昭和37年8月1日 町制                           | 鏡石町                                        | 鏡石町                                        |
|                                               | 行方野村                                      | 明治6年 笠石村                                | 鏡石村                                        | 昭和37年8月1日 町制                           | 鏡石町                                        | 鏡石町                                        |
|                                               | 成田村                                        |                                               | 鏡石村                                        | 昭和37年8月1日 町制                           | 鏡石町                                        | 鏡石町                                        |

## 人口
| 鏡石町（に相当する地域）の人口の推移 \| 1970年（昭和45年） \| 9,278人 \| \| \| 1975年（昭和50年） \| 10,721人 \| \| \| 1980年（昭和55年） \| 11,437人 \| \| \| 1985年（昭和60年） \| 11,883人 \| \| \| 1990年（平成2年） \| 12,130人 \| \| \| 1995年（平成7年） \| 12,378人 \| \| \| 2000年（平成12年） \| 12,743人 \| \| \| 2005年（平成17年） \| 12,746人 \| \| \| 2010年（平成22年） \| 12,815人 \| \| \| 2015年（平成27年） \| 12,486人 \| \| \| 2020年（令和2年） \| 12,318人 \| \| |          |  |
| 総務省統計局 国勢調査より |          |  |
| 1970年（昭和45年） | 9,278人  |  |
| 1975年（昭和50年） | 10,721人 |  |
| 1980年（昭和55年） | 11,437人 |  |
| 1985年（昭和60年） | 11,883人 |  |
| 1990年（平成2年） | 12,130人 |  |
| 1995年（平成7年） | 12,378人 |  |
| 2000年（平成12年） | 12,743人 |  |
| 2005年（平成17年） | 12,746人 |  |
| 2010年（平成22年） | 12,815人 |  |
| 2015年（平成27年） | 12,486人 |  |
| 2020年（令和2年） | 12,318人 |  |

## 産業

### 主な製造工場
- 神田工業 福島工場
- アイカ工業 福島工場
- 東レフィルム加工 福島工場
- ニプロファーマ 鏡石工場

## 地域

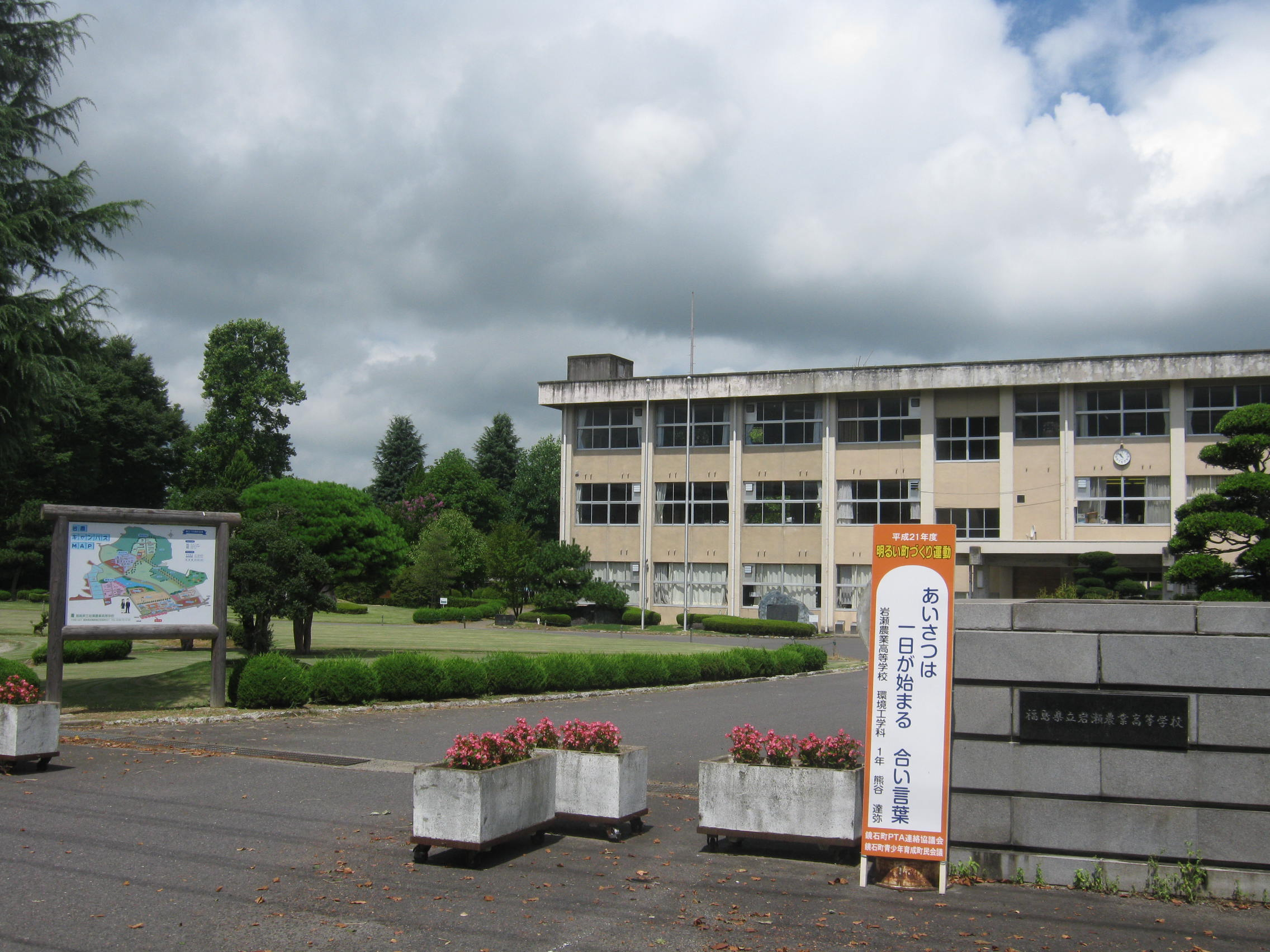
岩瀬農業高校

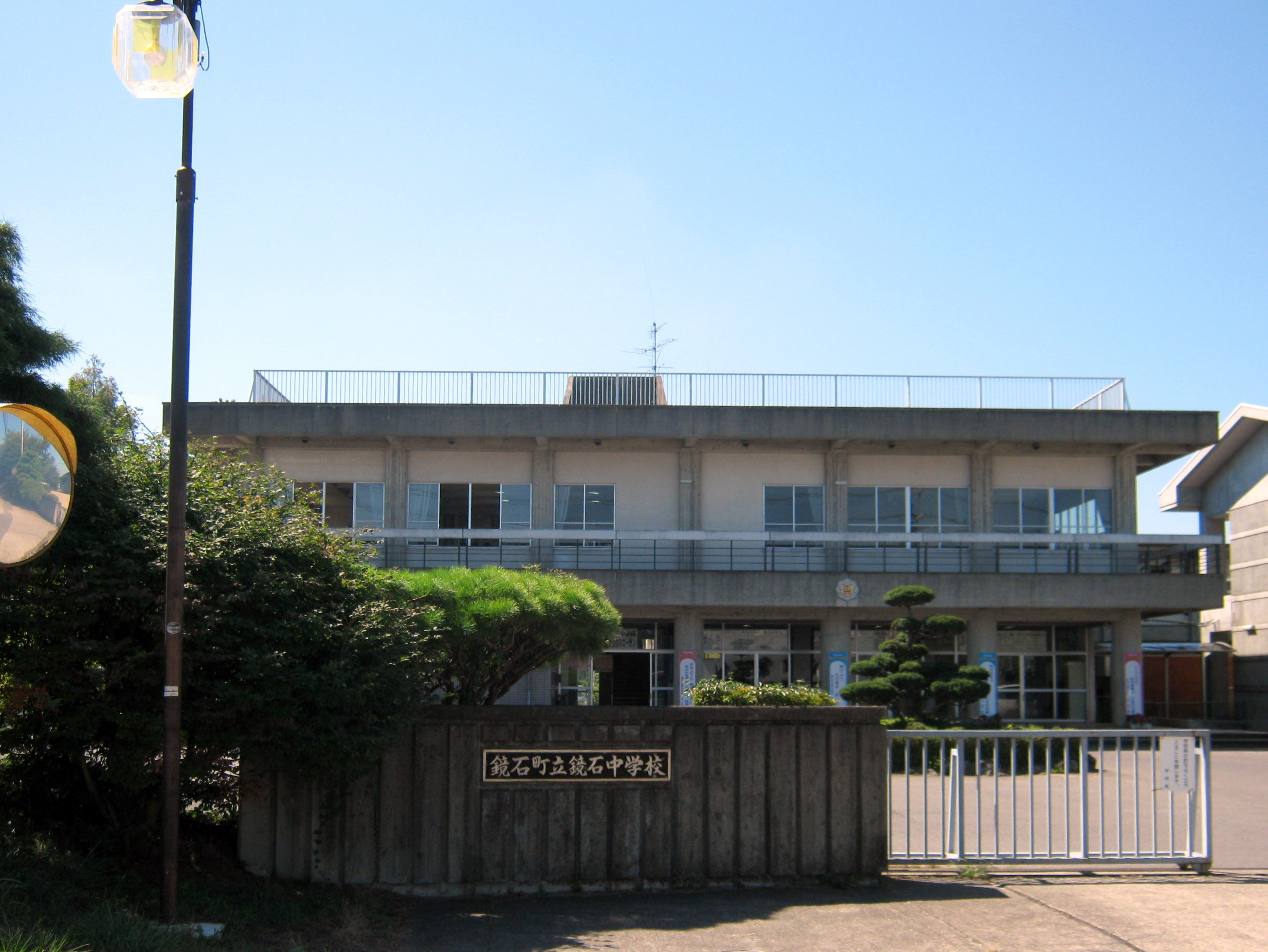
鏡石中学校

### 教育
- 小学校
  - 鏡石町立第一小学校
  - 鏡石町立第二小学校
- 中学校
  - 鏡石町立鏡石中学校
- 高校
  - 福島県立岩瀬農業高等学校

## 交通

### 鉄道

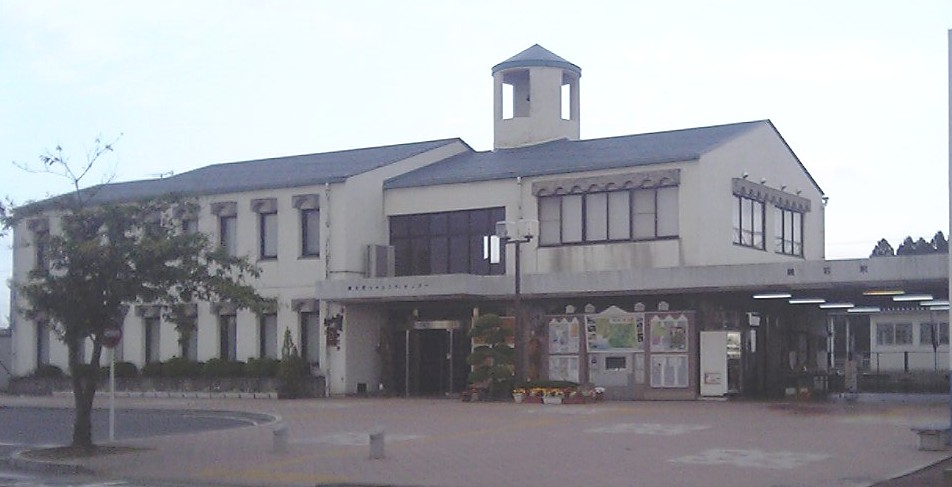
鏡石駅

- 東日本旅客鉄道（JR東日本）
  - ■東北本線
    - 鏡石駅

### 路線バス
- 福島交通

### 道路

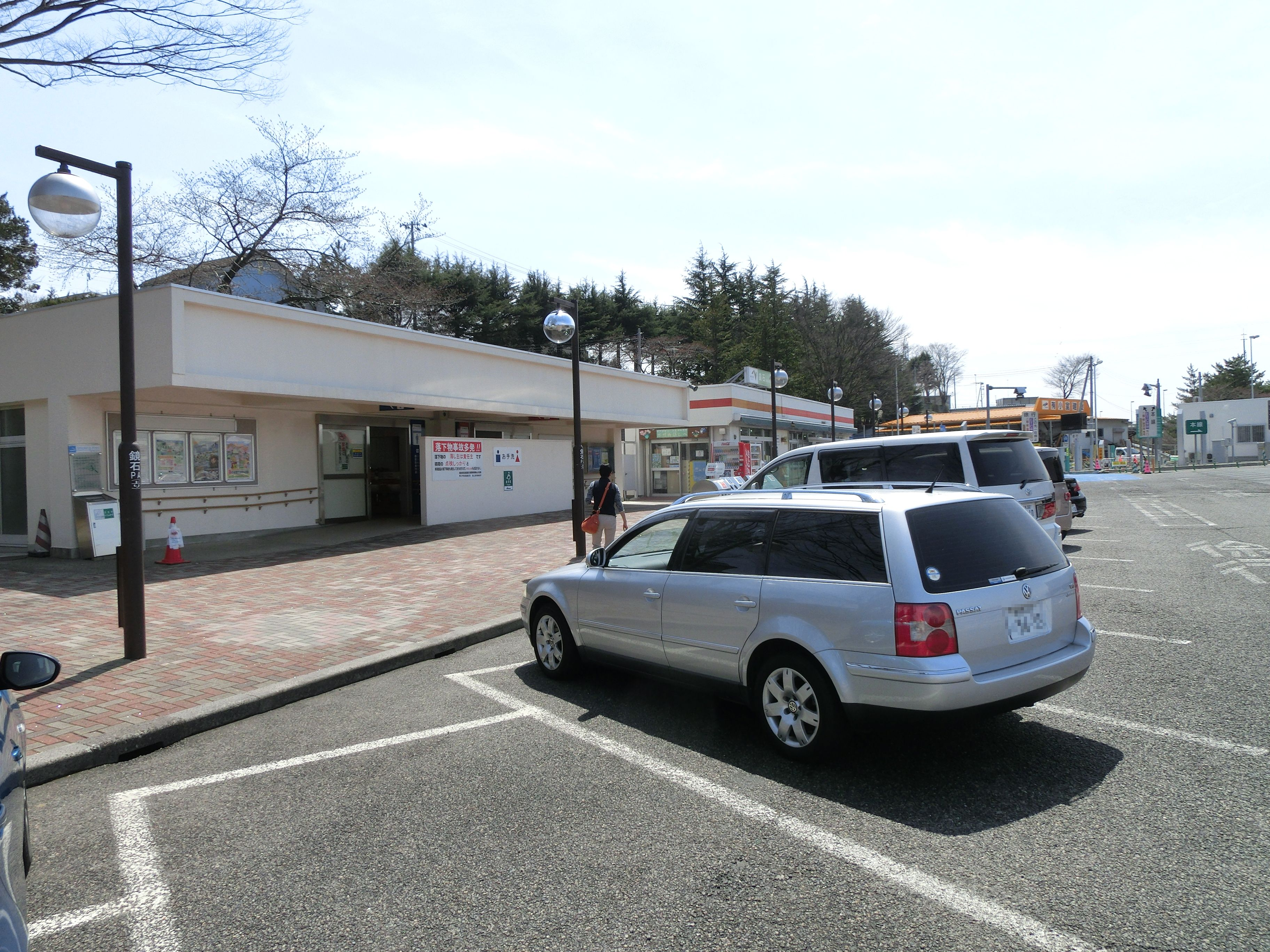
鏡石パーキングエリア 上り線

- 高速道路
  - 東北自動車道
    - 鏡石PA/スマートIC
- 一般国道
  - 国道4号（陸羽街道）
  - 国道118号
- 都道府県道
  - 福島県道55号郡山矢吹線
  - 福島県道67号中野須賀川線
  - 福島県道283号須賀川矢吹線
  - 福島県道288号玉川鏡石線
  - 福島県道289号下松本鏡石停車場線
- その他
  - 西白河東部広域農道

## 史跡・観光スポット

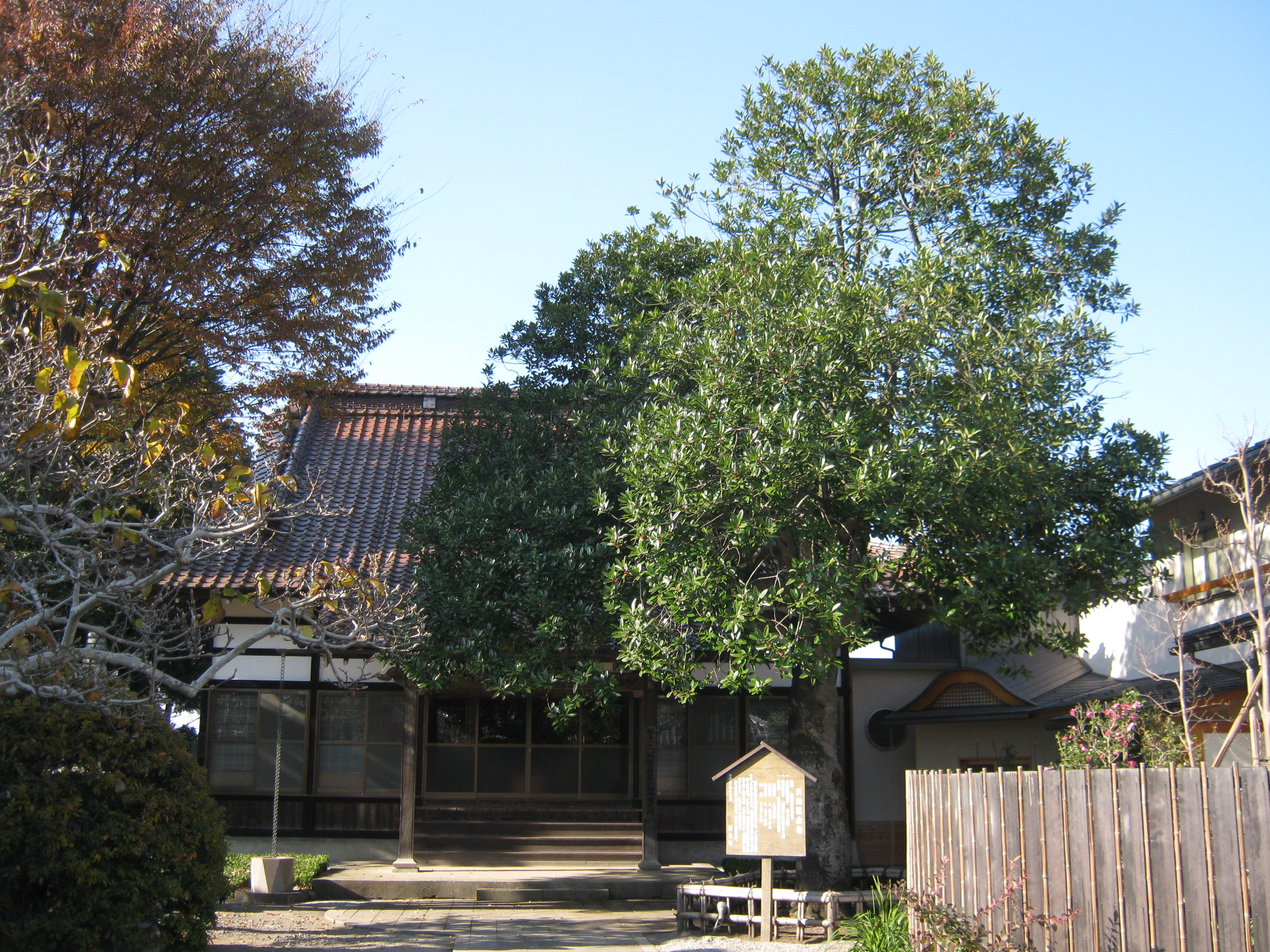
西光寺 タラヨウの木

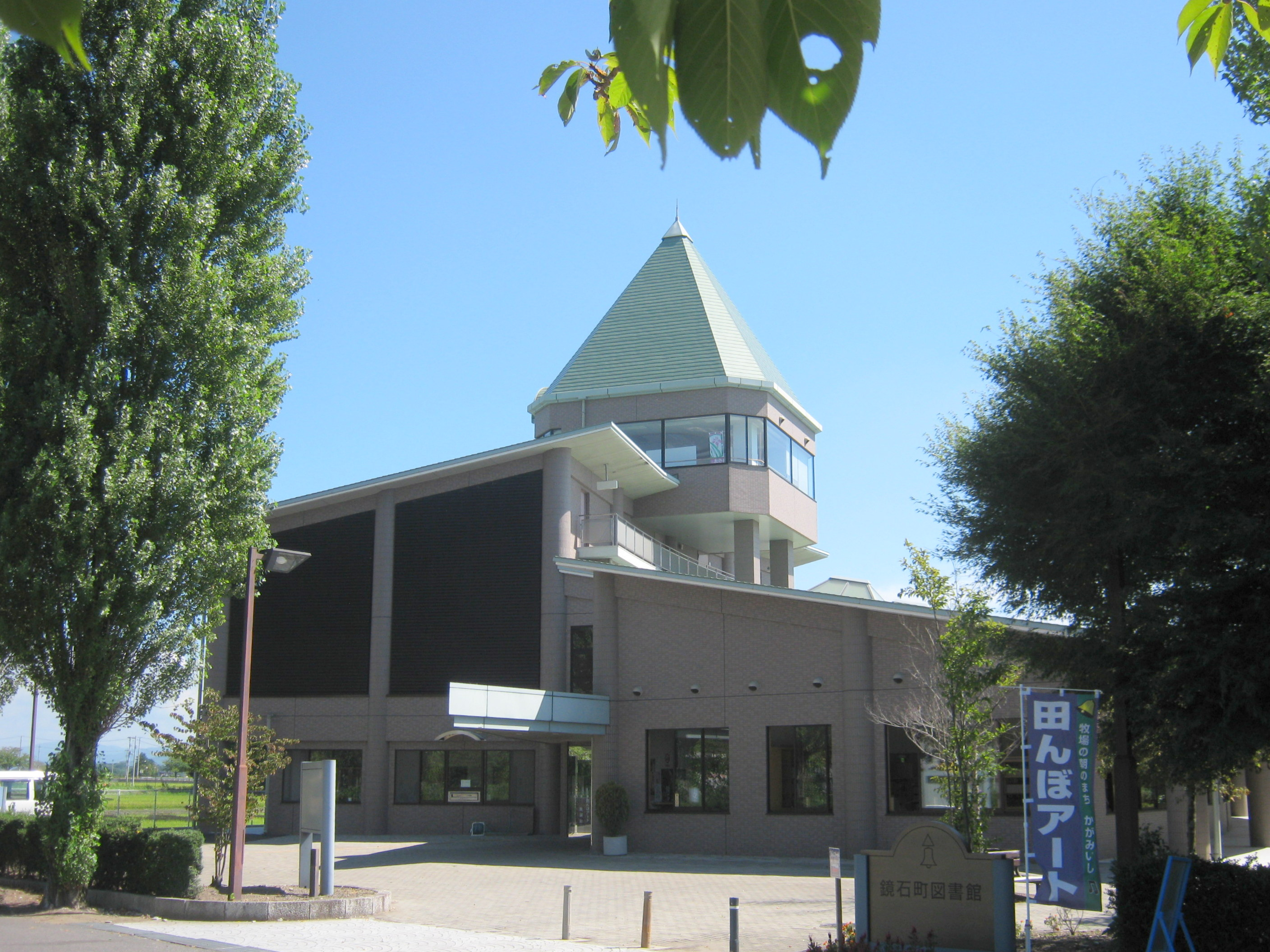
鏡石町図書館

- 岩瀬牧場 - 日本初の西欧式牧場。「牧場の朝」のモデルとなった。
- 鏡沼(別名「かげ沼」)
- 田んぼアート - 2012年より実施している。

## 公園・スポーツ施設
- 鳥見山公園 - 陸上競技場、屋内プール「すいすい」、コンビネーション遊具
- ふれあいの森公園 - 人工芝滑り台、コンビネーション遊具、アスレチック遊具

## 祭事・催事
- あやめフェスティバル
- 国際化オランダ祭り
- 牧場の朝YOSAKOI祭り
- 仁井田八幡神社祭礼花火大会

## 鏡石町出身の著名人
- 吉田康夫（プロ野球選手）
- 町島洋一（元競輪選手、モントリオールオリンピック出場）
- 鈴木省吾（参議院議員、法務大臣）
- 小林伸行（神奈川県真鶴町長）

## 主な商業施設
- イオンスーパーセンター
- リオンドール
- いちい
- ウエルシア